# Wysoki Przechód
Wysoki Przechód – położone na wysokości około 1820 m n.p.m. niewielkie wcięcie (tzw. przechód) w grani Wysokiego Grzbietu w polskich Tatrach Zachodnich. Grzbiet ten, będący zachodnią granią Ciemniaka, oddziela od siebie dwie górne odnogi Wąwozu Kraków. Wysoki Przechód znajduje się pomiędzy górną częścią Wysokiego Grzbietu a niewielką turniczką. Po jego północnej stronie znajduje się Lodowy Żleb (orograficznie prawa odnoga Wąwozu Kraków), po południowej Kamienne Tomanowe (lewa odnoga Wąwozu Kraków). Przez Wysoki Przechód prowadzi szlak turystyczny z Doliny Tomanowej na Ciemniak.
Wysoki Grzbiet zbudowany jest ze skał węglanowych (wapieni i dolomitów), w rejonie wysokiego Przechodu występuje jednak niewielka ilość skał krystalicznych. Cały ten rejon porasta bogata flora roślin wapieniolubnych.

## Szlaki turystyczne
– schronisko na Hali Ornak – Dolina Tomanowa – Czerwony Żleb – Wysoki Przechód – Chuda Przełączka – Ciemniak. Czas przejścia ze schroniska na Ciemniak: 3:40 h, ↓ 2:40 h.